# 洄游

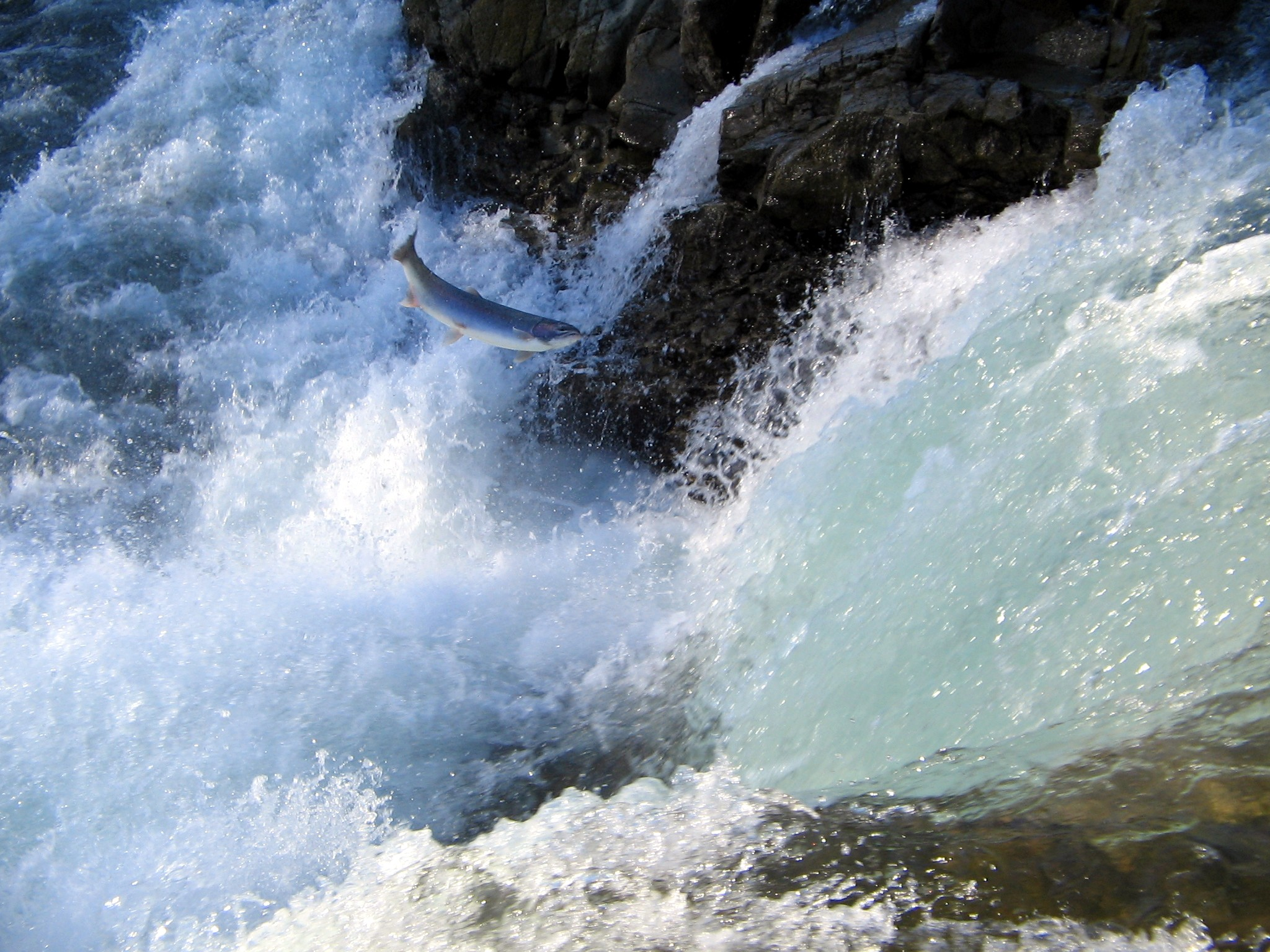
許多鮭魚物種是迴游性的，會長距離遷移至河川上游繁殖

洄游（英語：fish migration）是少數物種的鱼類在其生命周期中相對於其原有栖息场所定期的大規模遷徙現象，從每日到每年、甚至更長的周期，從數公尺到上千公里的距離。魚類及其他海洋动物可能會因為覓食、繁殖或過冬等原因而洄游。不過大部分的魚類（如鮭魚）洄游到目的地後便會死亡，只有少數會活著。
鮭魚和銀花鱸魚為著名的溯河洄游魚類，鰻魚則為降河洄游魚類。公牛鯊為廣鹽性魚類，可自由穿梭於淡水與海水之中。許多海洋魚類會進行晝夜垂直遷移，在晚上游至表層覓食，白天則潛回深海。鮪魚等魚類一年中會隨著溫度進行南北遷徙。漁業行為時常發生在這些魚類的遷徙路徑上。在淡水域的魚類進行遷徙時路徑則容易因為水壩的構築而受到阻斷。

## 种类

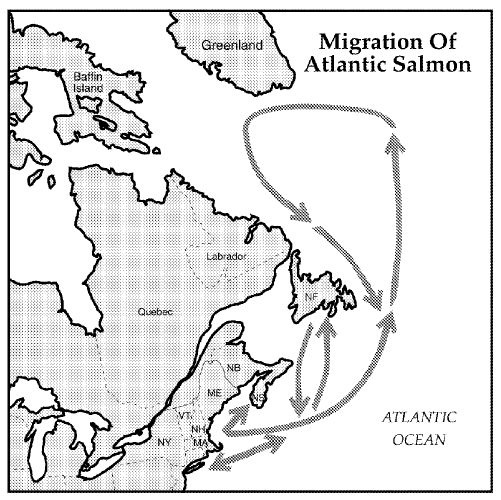
大西洋鮭魚源自康乃狄克河的海洋迴游

洄游雖然源於魚類，但原則上亦適用於所有物種。根据洄游的原因还可分为生殖洄游、适温洄游和索饵洄游。此外，還有以下分類：
- 溯河洄游（anadromous）：指的是生活於海水中、逆流游至淡水繁殖的魚類，例如鮭魚、銀花鱸魚[5]、海七鰓鰻[6]、胡瓜魚科、美洲西鯡；
- 降河洄游（catadromous）：指的是生活於淡水、顺流游至海洋中繁殖的魚類，例如鰻魚[5][7]；
- 河海洄游（amphidromous）：在一生中不同階段會在海水或淡水域都生活的魚類，例如冬鱚科、大斑南乳魚；
- 远洋洄游（oceanodromous）：在一生中不同階段會在不同海洋水域生活的魚類，例如博氏喙鱸、雙色笛鯛、伊氏石斑魚；
- 純淡水洄游[8]：在一生中不同階段會在不同淡水区域生活的魚類，例如鳟鱼、湖鱘、鏟鮰。

## 知名的洄游鱼类
- 鲑鱼/鳟鱼
- 鮪鱼
- 中华鲟
- 鲥鱼
- 鳗鲡
- 松江鲈
- 沙丁鱼
- 小黄鱼
- 金枪鱼
- 鰻魚